# Ian McAndrew
Ian McAndrew (* 23. Februar 1989 in Gosford) ist ein ehemaliger australischer Fußballspieler.

## Karriere
McAndrew spielte bis 2007 für Central Coast Lightning im unterklassigen Fußball des Bundesstaates New South Wales. Im Juni 2007 wurde er in die neu geschaffene Youth Academy der Central Coast Mariners aufgenommen und rückte bereits Anfang August als erster Akademie-Spieler in den A-League-Kader auf. Mit einem Ein-Jahres-Vertrag ausgestattet, kam er im Verlauf der Saison zu einem Kurzeinsatz gegen Wellington Phoenix. Sein Vertrag wurde nach der Saison von Vereinsseite nicht mehr verlängert. McAndrew blieb im Lokalfußballaktiv, 2011 spielte er für die Mounties Wanderers im unterklassigen Fußball von New South Wales, 2015 gewann er als Spielertrainer mit Gosford City die Meisterschaft der Central Coast Premier League.
2010 nahm McAndrew mit der australischen Futsalnationalmannschaft an der Futsal-Asienmeisterschaft in Usbekistan teil, als das Team im Viertelfinale an der Mannschaft des Gastgebers scheiterte.